# Álvaro Pereira
Artikeln följer den spanska namnseden; faderns efternamn är Pereira och moderns efternamn Barragán.
Álvaro Daniel Pereira Barragán, född 28 november 1985 i Montevideo, är en uruguayansk professionell vänsterfotad fotbollsspelare (mittfältare och back) som spelar för Cerro Porteño.

## Klubblagskarriär
Pereira inledde sin professionella karriär i den uruguayanska klubben Miramar Misiones 2004 innan han flyttade till Argentina och spel först i Quilmes 2005 och sedan Argentinos Juniors 2007. Under 2007 års Apertura-turnering blev han lagets mesta målskytt genom att göra 7 mål. Inför säsongen 2008–2009 flyttade Pereira till Europa för spel i den rumänska klubben CFR Cluj. Han stannade bara en säsong i klubben men hann med att spela i Champions League och vinna den rumänska cupen. I juni 2010 betalade Porto cirka 4,5 miljoner euro för att köpa loss honom från Cluj. Under sin första säsong i Porto spelade Pereira 28 ligamatcher och var med och vann den portugisiska cupen. Den 23 augusti blev Álvaro klar för den italienska klubben Inter.

## Landslagskarriär
Pereira debuterade i det uruguayanska landslaget i november 2008 i en match mot Frankrike. Han gjorde sitt första landslagsmål i sin andra landskamp, mot Libyen. Han blev uttagen i Uruguays trupp till VM 2010. Den första gruppspelsmatchen startade han som vänsterback men spelade sedan vänstermittfältare i de två återstående gruppspelsmatcherna. Han gjorde ett av Uruguays mål i 3–0 segern mot värdlandet Sydafrika. Han blev även uttagen i Uruguays trupp till Copa America 2011. I två av tre gruppspelsmatcher gjorde han mål. Uruguays enda mål mot Chile vilket gjorde att matchen avslutades oavgjord stod Pereira för. Han gjorde även matchens enda mål i Uruguays sista gruppspelsmatch mot Mexico. 

## Meriter
Klubblag
CFR Cluj
Rumänska cupen: 2008/2009
FC Porto
Portugisiska ligan: (1) 2010/2011
Portugisiska Cupen: (2) 2009/2010, 2010/2011
Portugisiska Supercupen: (2) 2009, 2010
UEFA Europa League: (1) 2010/2011
Landslag
- Copa América: 2011